# Route nationale 64
La route nationale 64 (RN 64 o N 64) è stata una strada nazionale francese che partiva da Villers-Semeuse e terminava a Lure.

## Percorso
Cominciava nei pressi di Charleville-Mézières, dove passa la N43, e per gran parte del proprio percorso seguiva la Mosa, risalendone la valle. Dopo Flize (da dove partiva la N64a) si dirigeva ad est per raggiungere Sedan. In questo tratto è stata declassata a D764, mentre da Douzy, dove passava il Chiers, è oggi nota come D964. Quindi serviva diversi paesi come Stenay, prima di arrivare a Verdun.
Proseguendo verso meridione passava per Saint-Mihiel, Commercy e Vaucouleurs. Da Greux diviene D164 e a Neufchâteau abbandona la valle della Mosa per continuare verso sud-ovest, toccando Bulgnéville e Contrexéville. In Alta Saona è stata declassata a D64 ed oggi evita Saint-Loup-sur-Semouse e Luxeuil-les-Bains, con un troncone in comune con la Route nationale 57. La N64 finiva a Lure, all’innesto con la route nationale 19.